# Найдек Володимир Леонтійович
Володимир Леонтійович Найдек (9 серпня 1937, м. Василівка Запорізької області — 25 березня 2022, Київ) — український вчений у галузі матеріалознавства та металургії, доктор технічних наук, академік Національної академії наук України (1995), заслужений діяч науки і техніки України, лауреат Державної премії України в галузі науки і техніки.

## Біографія
Володимир Найдек народився 9 серпня 1937 року у м. Василівка Запорізької області.
У 1959 року після закінчення із відзнакою Київського політехнічного інституту залишився працювати у виші на викладацькій роботі, одночасно навчаючись в аспірантурі та будучи асистентом на кафедрі автоматизації теплових процесів промислових підприємств.
1963 року він достроково захистив кандидатську дисертацію, присвячену проблемам вдосконалення теплового режиму 250 та 500-тонних мартенівських печей і систем його автоматичного регулювання в умовах Алчевського металургійного заводу.
Володимир Найдек разом з іншими співробітниками Київського політехнічного інституту та працівниками Алчевського металургійного заводу він започаткував дослідження можливостей вдування у сталеплавильну ванну зрідженого кисню замість газоподібного. В подальшому ці дослідження були продовжені в Інституті проблем лиття АН УРСР, де наприкінці 1968 року він став старшим науковим співробітником.
У 1974 році він став очільником лабораторії плавки і рафінування сплавів Інституті проблем лиття АН УРСР, а 1979 року його було призначено заступником директора з наукової роботи Інституту проблем лиття АН УРСР.
1986 року ним було успішно захищено докторську дисертацію, у якій були обґрунтовані основи теорії взаємодії фаз, технологія та обладнання для плазмової обробки сплавів з одночасною подачею реагентів у високотемпературну зону зануреного у розплав плазмового струменя. Пізніше ці процесі та обладнання були застосовані на багатьох металургічних підприємствах.
У 1988 року В. Найдек став директором Інституті проблем лиття АН УРСР та керівником наукового відділу плавки і рафінування сплавів. За його ініціативи 1990 років було створено Асоціацію ливарників України, президентом якої він був обраний, і очолював тривалий час. Наразі він також є заступником академіка-секретаря Відділення фізико-технічних проблем матеріалознавства НАН України.

## Науковий доробок
Роботи Володимира Леонтійовича присвячені вивченню процесів перерозподілу легуючих елементів, зміни морфології, розмірів і характеру розміщення неметалевих включень у сталях різного типу під дією лазерного випромінювання, в яких розкрито механізми аномального переносу елементів під впливом лазерної дії, визначено режими обробки, які забезпечують задану зміну концентрації легуючих елементів у зоні впливу. Ці дослідження дали можливість підвищити стійкість сталевих виробів, які експлуатуються в умовах інтенсивного зношування.
Володимир Найдек э автором 300 наукових працях та 108 авторських свідоцтв на винаходи та патентів.
Під науковим керівництвом В. Л. Найдека захищено 5 докторських та 14 кандидатських дисертацій.
Основні наукові праці:
- 50 лет в Академии наук Украины: ИЛП, ИПЛ, ФТИМС: науч. изд. / Ред.: В. Л. Найдек; НАН Украины, Физ.-технол. ин-т металлов и сплавов. — К., 2008. — 500 с. — ISBN 978-966-02-4894-6.
- Гаврилюк В. П. Бейнитный высокопрочный чугун: [монография] / В. Л. Найдек, В. П. Гаврилюк, И. Г. Неижко; НАН Украины, Физ.-технол. ин-т металлов и сплавов. — К., 2008. — 139 с.
- Найдек В. Л., Наривский А. В. Повышение качества отливок из медных и алюминиевых и медных сплавов плазмореагентной обработкой их расплавов: монография. — К.: Наук. думка, 2008. — 184 c. — ISBN 978-966-00-0782-6.
- Нарівський Анатолій Васильович, Найдек В. Л., Пионтковская Н. С. Влияние вакуумно-плазменного рафинирования расплава на качество деформируемых алюминиевых сплавов // Процессы литья. — 2011. — № 3. — С. 3—9.
- Курпас В. И. Найдек В. Л., Сычевский А. А. Гидродинамические особенности газлифтной циркуляции расплава в условиях низкого вакуума // Процессы литья. — 2011. — № 2. — С. 3—5.
- Найдек В. Л., Наривский А. В. Применение плазменного нагрева в технологиях литейного производства // Процессы литья. — 2011. — № 2. — С. 9—15
- Бойченко Б. М., Охотский В. Б., Найдек В. Л. QUO VADIS, металлургия? // Металл и литье Украины. — 2011. — № 1. — С. 3—7.

## Громадська діяльність
Володимир Найдек брав активну участь у громадській діяльності.
- Почесний президент Асоціації ливарників України
- Голова металургійної секції Комітету з Державних премій України у галузі науки і техніки
- Голова експертної ради з металургії ДАК України
- Член Експертної ради НАН України з питань науково-технічної експертизи інноваційних проектів технологічних парків
- Співголова координаційної ради Міністерства освіти і науки України з пріоритетного напряму «Екологічно чиста енергетика та ресурсозберігаючі технології»
- Голова міжвідомчої науково-технічної ради України з проблем позапічної обробки та безперервного розливання сталі
- Член спеціалізованої Вченої ради з присвоєння наукових ступенів.

За його участі в організаційному комітеті 1993 року у м. Києві було вперше проведено комерційну виставку-ярмарок «Литво-93», яка стала щорічною.
Був головним редактором журналів «Процессы литья» та «Металл и литье Украины», а також входить до складу редакційних колегій часописів «Металознавство та обробка металів», а також журналу «Литейное производство» (Росія).

## Нагороди
- Орден «За заслуги» ІІІ ступеня
- Почесна грамота Президії Верховної Ради УРСР
- Заслужений діяч науки і техніки України
- Державна премія України у галузі науки і техніки
- Премія НАН України імені З. І. Некрасова.